# Will Sampson
Will Sampson (27. september 1933 - 3. juni 1987) var en amerikansk skuespiller og kunstner.

## Filmografi (udvalg)
- Gøgereden (1975)
- Buffalo Bill og indianerne (1976)
- Øje for øje (1976)
- Orca - dræberhvalen (1977)
- Den hvide bøffel (1977)
- Pigen og professoren (1985)
- Firewalker (1986)
- Poltergeist II (1986)

## Ekstern henvisning
- Will Sampson på Internet Movie Database (engelsk)
- Will Sampson på Svensk Filmdatabas (svensk)
- Will Sampson på AlloCiné (fransk)
- Will Sampson på AllMovie (engelsk)
- Will Sampson på The Movie Database (engelsk)